# Messier 70
Messier 70 (také M70 nebo NGC 6681) je kulová hvězdokupa v souhvězdí Střelce. Objevil ji Charles Messier 31. srpna 1780. Hvězdokupa je od Země vzdálená okolo 29 300 ly.

## Pozorování

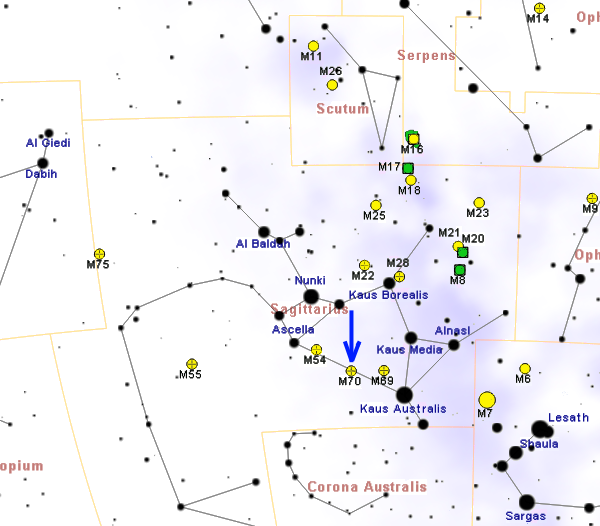
Poloha M 70 v souhvězdí Střelce.

M70 je možné snadno najít přibližně uprostřed spojnice hvězd Kaus Australis (ε Sagittarii) a Ascella (ζ Sgr). Hvězdokupa je obtížně viditelná i triedrem 10x50, ale pouze za nejlepších atmosférických podmínek, jinak jsou k jejímu spatření nutné o trochu větší dalekohledy. Jednotlivé hvězdy v ní začne rozlišovat až větší dalekohled o průměru přinejmenším 250 či 300 mm, a to pouze za příznivých atmosférických podmínek.
Poblíž M70 je možné vyhledat mnoho dalších kulových hvězdokup, z těch jasnějších jsou to například 2,5° západně Messier 69, 3° severovýchodně Messier 54 a 9° severně výrazná hvězdokupa Messier 22.
M70 je možno jednoduše pozorovat z většiny obydlených oblastí Země, protože má dostatečně nízkou jižní deklinaci. Přesto není pozorovatelná v některých částech severní Evropy a Kanady, tedy blízko polárního kruhu, a ve střední Evropě zůstává velmi nízko nad obzorem. Na jižní polokouli je hvězdokupa dobře viditelná vysoko na obloze během jižních zimních nocí. Nejvhodnější období pro její pozorování na večerní obloze je od června do října.

## Historie pozorování
Hvězdokupu objevil Charles Messier 31. srpna 1780 a popsal ji takto: "mlhovina bez hvězd, blízko předchozí [M69] a na stejné rovnoběžce, blízko ní se nachází hvězda 9. magnitudy a čtyři slabé dalekohledem viditelné hvězdy … průměr 2 úhlové minuty." Jednotlivé hvězdy v ní poprvé rozeznal William Herschel, který ji popsal jako "zmenšenou M3."

## Vlastnosti
M70 je od Země vzdálena 29 300 světelných let, takže její úhlová velikost 8' odpovídá skutečnému průměru přibližně 65 světelných let.
Hvězdokupa se nachází poměrně blízko středu Galaxie, a proto je její tvar mírně ovlivněn slapovými silami galaktického jádra. Její střed je velmi zhuštěný a podobně jako přinejmenším 21 až 29 dalších ze všech 147 kulových hvězdokup známých v Galaxii musela v minulosti projít gravitačním zhroucením jádra. Podobný jev nastal také u hvězdokup Messier 15, Messier 30 a možná i u Messier 62.